# خوليو سانتوس
خوليو سانتوس هو سباح إكوادوري، ولد في 21 نوفمبر 1976.

## وصلات خارجية
- خوليو سانتوس على موقع الاتحاد الدولي للسباحة (الإنجليزية)
- خوليو سانتوس على موقع أوليمبيديا (الإنجليزية)